# Basketligan 2001/2002
Basketligan 2001/2002 i basket.

## Grundserie
| Plats | Lag                       | Spelade | Vinster | Förluster | Poäng     | +/-  | Poäng |
| ----- | ------------------------- | ------- | ------- | --------- | --------- | ---- | ----- |
| 1     | Plannja Basket            | 26      | 20      | 6         | 2599-2357 | +242 | 40    |
| 2     | 08 Stockholm Human Rights | 26      | 18      | 8         | 2354-2214 | +140 | 36    |
| 3     | Norrköping Dolphins       | 26      | 17      | 9         | 2549-2430 | +119 | 34    |
| 4     | Sundsvall Dragons         | 26      | 17      | 9         | 2599-2502 | +97  | 34    |
| 5     | Jämtland Basket           | 26      | 12      | 14        | 2308-2326 | -18  | 24    |
| 6     | Sallén Basket             | 26      | 12      | 14        | 2378-2397 | -19  | 24    |
| 7     | M7 Basket                 | 26      | 11      | 15        | 2191-2182 | +9   | 22    |
| 8     | Södertälje Kings          | 26      | 11      | 15        | 2223-2382 | -27  | 22    |
| 9     | Solna Vikings             | 26      | 10      | 16        | 2308-2382 | -74  | 20    |
| 10    | Oskarshamn Atomics        | 26      | 2       | 24        | 2051-2520 | -469 | 4     |

## SM-slutspel
Till detta år var även Akropol Basket och Malbas Basket från Basketettan med. Åttondelsfinalerna spelades som två matcher där den som gjort flest poäng gick vidare till kvartsfinal.

### Åttondelsfinaler
| Datum                                        | Match              | Resultat |
| -------------------------------------------- | ------------------ | -------- |
| Solna Vikings - Södertälje Kings (159 - 173) |                    |          |
| 12 mars 2002                                 | Solna - Södertälje | 74 - 80  |
| 15 mars 2002                                 | Södertälje - Solna | 93 - 85  |
| Akropol BBK - M7 Basket (138 - 209)          |                    |          |
| 12 mars 2002                                 | Akropol - M7       | 84 - 97  |
| 15 mars 2002                                 | M7 - Akropol       | 112 - 54 |
| Malbas - Sallén Basket (160 - 173)           |                    |          |
| 12 mars 2002                                 | Malbas - Sallén    | 88 - 89  |
| 15 mars 2003                                 | Sallén - Malbas    | 84 - 72  |

### Kvartsfinaler
| Datum                                             | Match                   | Resultat  |
| ------------------------------------------------- | ----------------------- | --------- |
| Sundsvall Dragons - Jämtland Basket (3 - 1)       |                         |           |
| 19 mars 2002                                      | Sundsvall - Jämtland    | 79 - 73   |
| 21 mars 2002                                      | Jämtland - Sundsvall    | 112 - 101 |
| 24 mars 2002                                      | Sundsvall - Jämtland    | 91 - 90   |
| 26 mars 2002                                      | Jämtland - Sundsvall    | 73 - 87   |
| Plannja Basket - M7 Basket (3 - 1)                |                         |           |
| 19 mars 2002                                      | Plannja - M7            | 95 - 80   |
| 22 mars 2002                                      | M7 - Plannja            | 89 - 75   |
| 24 mars 2002                                      | Plannja - M7            | 101 - 78  |
| 26 mars 2002                                      | M7 - Plannja            | 81 - 99   |
| 08 Stockholm Human Rights - Sallén Basket (3 - 2) |                         |           |
| 19 mars 2002                                      | 08 Stockholm - Sallén   | 82 - 76   |
| 21 mars 2002                                      | Sallén - 08 Stockholm   | 85 - 93   |
| 24 mars 2002                                      | 08 Stockholm - Sallén   | 77 - 92   |
| 26 mars 2002                                      | Sallén - 08 Stockholm   | 87 - 86   |
| 28 mars 2002                                      | 08 Stockholm - Sallén   | 93 - 73   |
| Norrköping Dolphins - Södertälje Kings (2 - 3)    |                         |           |
| 19 mars 2002                                      | Norrköping - Södertälje | 109 - 106 |
| 22 mars 2002                                      | Södertälje - Norrköping | 102 - 90  |
| 24 mars 2002                                      | Norrköping - Södertälje | 101 - 86  |
| 26 mars 2002                                      | Södertälje - Norrköping | 101 - 86  |
| 28 mars 2002                                      | Norrköping - Södertälje | 87 - 101  |

### Semifinaler
| Datum                                                | Match                     | Resultat  |
| ---------------------------------------------------- | ------------------------- | --------- |
| Plannja Basket - Sundsvall Dragons (3 - 0)           |                           |           |
| 1 april 2002                                         | Plannja - Sundsvall       | 93 - 91   |
| 3 april 2002                                         | Sundsvall - Plannja       | 106 - 115 |
| 5 april 2002                                         | Plannja - Sundsvall       | 111 - 98  |
| 08 Stockholm Human Rights - Södertälje Kings (0 - 3) |                           |           |
| 1 april 2002                                         | 08 Stockholm - Södertälje | 78 - 86   |
| 3 april 2002                                         | Södertälje - 08 Stockholm | 80 - 71   |
| 5 april 2002                                         | 08 Stockholm - Södertälje | 83 - 92   |

### Final
| Datum                                     | Match                | Resultat  |
| ----------------------------------------- | -------------------- | --------- |
| Plannja Basket - Södertälje Kings (3 - 2) |                      |           |
| 12 april 2002                             | Plannja - Södertälje | 99 - 79   |
| 14 april 2002                             | Södertälje - Plannja | 99 - 98   |
| 16 april 2002                             | Plannja - Södertälje | 104 - 89  |
| 19 april 2002                             | Södertälje - Plannja | 87 - 76   |
| 21 april 2002                             | Plannja - Södertälje | 110 - 102 |

## Svenska mästarna
- Plannja Basket